# Il mio amico Guz
Il mio amico Guz (おらぁグズラだど?, Oraa Guzura dado, lett. "Ehi, sono Guzura!") è un anime giapponese del 1967 della Tatsunoko composto di 52 episodi.
Notevoli sono le somiglianze, nel plot e sul profilo visivo con la serie Tamagon risolve tutto, successivamente prodotta dalla stessa Tatsunoko.
Questo anime fu in seguito rifatto dallo stesso Sasagawa, nel 1987. Dei 52 episodi prodotti per la serie originale del 1967, solo 44 sono stati rifatti a colori, con alcuni segmenti spostati ad altri episodi. I 44 episodi del remake furono trasmessi da TV Tokyo tra il 12 ottobre 1987 e il 30 settembre 1988.
Mentre 8 episodi sono inediti in italia, il remake dei 44 episodi fu trasmesso per la prima volta da Odeon TV nel 1989. La sigla, che porta lo stesso nome della serie, fu cantata da Massimo Dorati con lo pseudonimo Odeon Boys.

## Trama
All'inizio vediamo Mister Bikkura rompere, com'è solito fare ogni giorno, il suo grosso uovo per mangiarne il contenuto: ma ecco che una specie di piccolo e paffuto dinosauro salta improvvisamente fuori da esso. È un mostriciattolo dalla pelle rossa, con un buffo cappellino in testa ed un papillon come cravatta.
Guzura (chiamato soltanto Guz nella sigla italiana), questo è il suo nome, è un piccolo drago con un corno da rinoceronte sul muso.
La serie, una commedia animata destinata ad un pubblico prettamente infantile, segue le disavventure che lo vedono coinvolto al cospetto di uomini, animali e strane creature.
Perso così nel mondo umano, rimane sorpreso e confuso, ché tutto quello che vede e sente è così strano e meravigliosamente nuovo per lui, ed è molto incuriosito da ciò che circonda... tanto più che le persone con cui si trova ad aver a che fare sembrano esser spesso e volentieri coinvolte in guai più che divertenti.
Vive in una famiglia con 2 figli piccoli.
Tra le sue caratteristiche peculiari va citata la sua golosità per il ferro (ha la capacità di mangiar e metabolizzar il metallo, per produrre poi da esso tutta una gamma variegata di dispositivi meccanici) e la sua fobia per le siringhe. Può inoltre, quando è arrabbiato, sputar fiamme dalla bocca e saltar in alto per aria utilizzando come trampolino la coda; ma è in definitiva così simpatico e cordiale, innocente e sinceramente amichevole, tutte caratteristiche questo che lo rendono famoso e popolare ovunque vada.
Guzura ha poi anche un'amichetta di nome Cialala (simile a lui, ma bianca, piccola e dall'aspetto grazioso) che però non si vuole esporre davanti ai coniugi della famiglia che lo ospitano.
Alla fine della serie, il protagonista morirà per indigestione e andrà all'inferno a causa della sua pigrizia, che dovrà essere riscattata dando da mangiare ai maiali... ma poi, invisibile e resosi invulnerabile, farà felicemente ritorno sulla terra.

## Doppiaggio
| Personaggi | Voce italiana |
| ---------- | ------------- |
| Guzura     | Mario Zucca   |